# Joseph Darnand
Aimé-Joseph Darnand (Coligny, 19 marzo 1897 – Châtillon, 10 ottobre 1945) è stato un politico e militare francese.

## Biografia

### Prima guerra mondiale

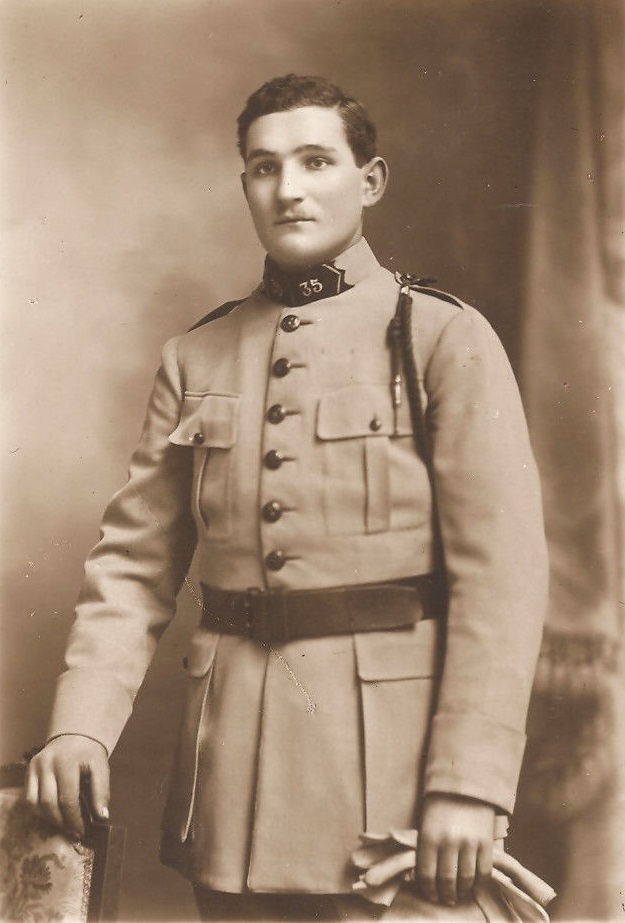
Darnand soldato del 35º fanteria di Belfort nel 1916.

L'8 gennaio 1916 si arruolò nel 35º reggimento di fanteria. Fu promosso caporale nell'aprile 1917, sergente il 1º giugno 1917 e assegnato al 366º reggimento di fanteria. Si arruolò volontario in un corpo franco che intraprendeva missioni pericolose oltre le linee nemiche. Nel 1918 fu promosso a ufficiale di guardia. Ferito più volte, ricevette sei encomi, tra cui due nell'Ordine dell'Esercito per il suo coraggio come "pulitore di trincee".
Il 14 luglio 1918, il suo corpo franco fece ventisette prigionieri nel quartier generale di un reggimento tedesco e si impadronì di documenti essenziali che rivelavano il piano dell'offensiva nemica del 15 luglio 1918 che fu interrotta in seguito alle manovre del generale Henri Gouraud, comandante della 4ª Armata.
Darnand fu insignito della médaille militaire il 25 luglio 1918 dal generale Philippe Pétain in persona. Fu l'inizio di un profondo legame tra i due. Per questa impresa d'armi, il generale Gouraud conferirà a Darnand anche la croce della Legion d'Onore il 7 aprile 1927, durante una parata nel cortile dell'Hôtel des Invalides. 
Smobilitato dopo l'armistizio, si arruolò nuovamente per due anni nell'esercito nel settembre 1919. Dopo un periodo nelle forze di occupazione in Germania, partecipò alla campagna contro le forze di Kemal Atatürk in Cilicia. Terminò il servizio nel luglio 1921 con il grado di sottotenente. Successivamente lavorò come ebanista e poi fondò una propria azienda di trasporti a Nizza.

### Tra le due guerre
Tra le due guerre, contemporaneamente alla sua attività di trasportatore, militò nell'ambito dei movimenti fascisti francesi, primo dei quali l'Action française. In seguito cospirò contro la Repubblica partecipando al complotto della Cagoule, della quale fu il responsabile a Nizza. Diverse fonti lo indicano come uomo di collegamento della Cagoule con il Servizio Informazioni Militare italiano.

### Seconda guerra mondiale
Nel 1939 e 1940, combatté, in un battaglione alpini (nel corpo franco della 29 D.I), nelle retrovie del nemico.
Venne nominato primo soldato di Francia e ufficiale della Legion d'Onore, per aver cercato tra le linee nemiche il corpo del suo superiore e amico: il capitano Agnely.

#### Pétain e il SOL
Nel giugno 1940, quando Pétain prese il potere, aderì alla Révolution nationale. Darnand si mise alla testa della nuova Légion française des combattants (LFC), nelle Alpi Marittime. Dopo l'apertura della LFC ai giovani fascisti senza ancora esperienze di guerra, fondò nell'agosto del 1941, nel suo dipartimento, un Service d'Ordre Légionnaire (SOL), dove entrarono alcuni elementi della malavita nizzarda. Il SOL, esteso ulteriormente a tutta la zona non occupata e al Nordafrica, raccomandava la collaborazione attiva con i tedeschi. Diversi capi e militanti del SOL si abbandonarono ad azioni brutali contro gli avversari reali o supposti del regime e scatenarono un'ondata di delazioni che non risparmiò né le autorità civili, né le autorità religiose dello Stato francese.
Quando il comando nazionale del SOL venne assegnato a Darnand, questi si insediò a Vichy. Ostentava posizioni apertamente collaborazioniste, sempre restando molto vicino a Pétain.
Il 5 gennaio 1943 il Maresciallo esaltò il patriottismo dei SOL che avrebbero sparato a fianco dell'Armata d'Africa sugli americani, in seguito allo sbarco alleato del novembre 1942 nel continente nero. In realtà, solo qualche dozzina di uomini di Darnand, su migliaia, combatterono a Orano e in Marocco, mentre ad Algeri i SOL si lasciarono catturare senza opporre resistenza, all'epoca del putsch dell'8 novembre 1942.

#### La nascita dellaMilice
Pétain annunciò l'autonomia del SOL e la sua trasformazione in Milice française, agli ordini del suo capo nazionale Darnand. L'autonomia del SOL fu decisa sia per allontanare dalla Légion i suoi membri più estremisti sia per permettere a Darnand e ai suoi uomini d'agire in modo autonomo.
Nell'agosto 1943, Darnand divenne Sturmbannführer della Waffen SS e prestò giuramento a Hitler.
Il 30 dicembre 1943 venne nominato da Pétain Secrétaire Général au Maintien de l'Ordre (Segretario Generale al Mantenimento dell'Ordine) e il 13 giugno 1944 Segretario di Stato all'interno.
Nel 1944 la milizia fu estesa al Nord della Francia e i militanti di diversi partiti fascisti e no entrarono a farne parte.

#### L'attività della milizia

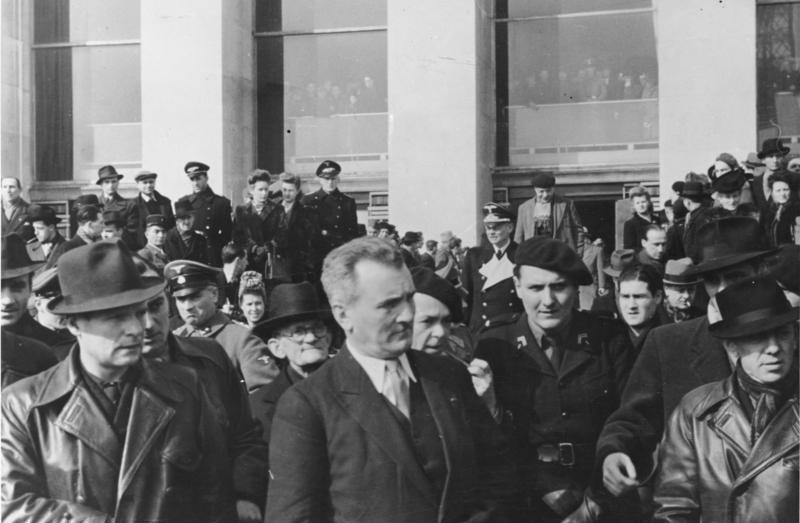
Darnand nel luglio 1944.

Darnand si recò a Parigi e cercò un alloggio confortevole. Mise gli occhi su un appartamento del XVI arrondissement, in un immobile appartenente alla famiglia ebrea Schwob d’Héricourt, i cui occupanti legittimi, compresi i bimbi, erano obbligati a nascondersi.
La Milice française, che Darnand definì «nuova cavalleria», condusse una serie di azioni violente come truppe ausiliarie dei tedeschi, combatté contro la Resistenza e partecipò alla liquidazione dei maquis di Glières. Compromessi dalla loro impopolarità presso la maggior parte dei francesi, i miliziani assunsero posizioni sempre più estremiste. Si abbandonarono anche a esecuzioni sommarie: in seguito all'assassinio per opera della resistenza del segretario di Stato dell'informazione e della propaganda Philippe Henriot, membri della Milizia percorsero in auto le vie di Châteauroux sparando a caso sui passanti. Gli uomini di Darnand si impegnarono anche nella caccia agli ebrei, e nell'assassinio di uomini politici, che, come Georges Mandel, o Maurice Sarraut, tentavano di opporsi alla Germania nazista (Georges Mandel fu ucciso in rappresaglia all'assassinio di Henriot).

#### In Valtellina
Alla Liberazione, i miliziani si ritirarono in Germania, dove furono assegnati alle Waffen SS. Ma Darnand dovette lasciare il comando a un ufficiale superiore tedesco, mentre lui stesso venne inviato in Italia settentrionale per combattere i partigiani. La Milice rimase a presidiare Tirano in Valtellina fino al 29 aprile 1945 quando, unitamente alla compagnia "Cremona" della RSI, cedette le armi. Secondo Giorgio Pisanò furono gli ultimi reparti in tutta la Valtellina ad accettare la resa. È qui che Darnand venne arrestato il 25 giugno 1945 dai britannici e consegnato alle autorità francesi.

#### Condanna a morte

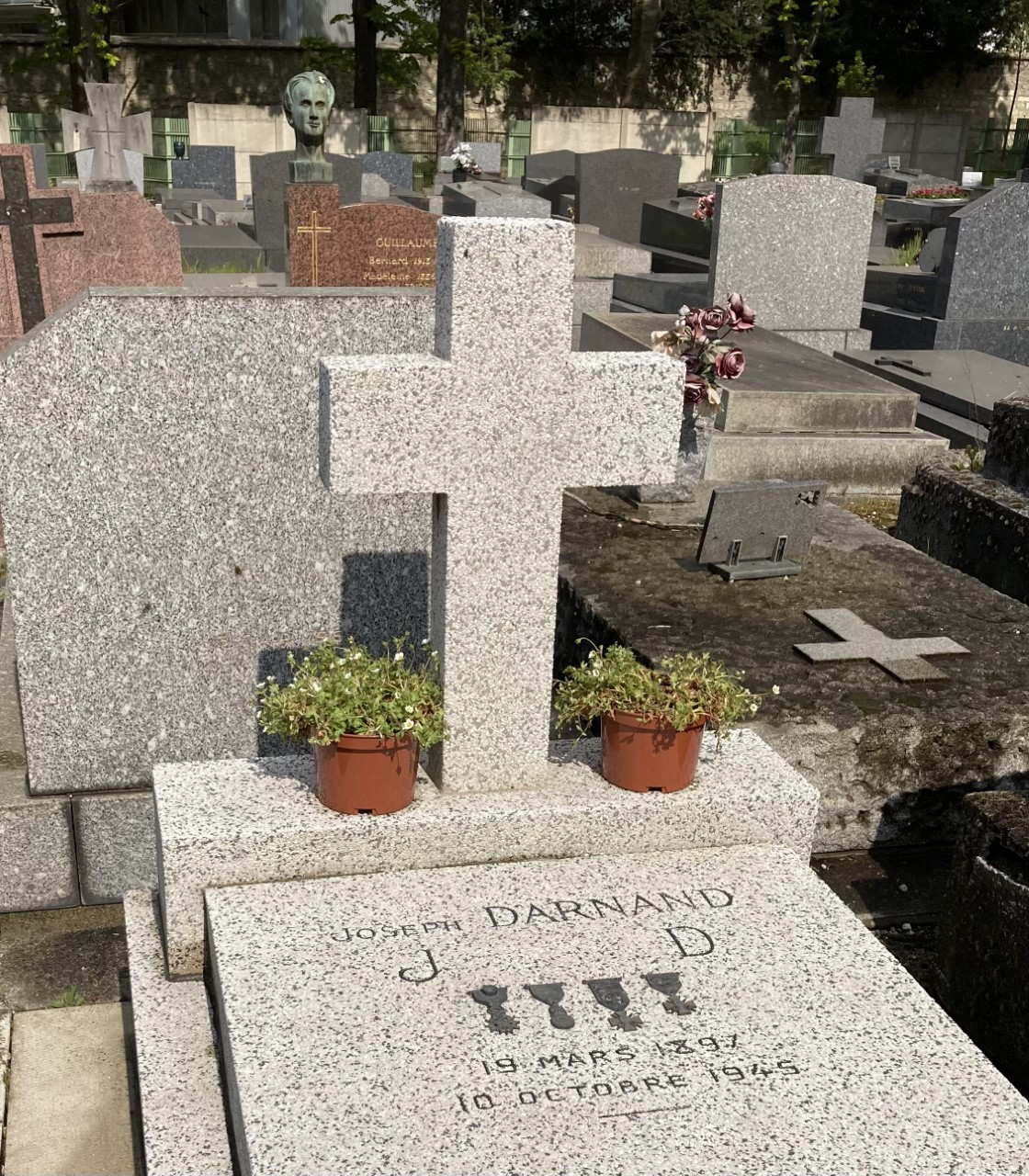
Tomba di Darnand

Trasferito in Francia, Darnand fu giudicato colpevole il 3 ottobre 1945 e condannato a morte dall'Haute Cour de Justice. Venne fucilato il 10 ottobre 1945 al forte di Châtillon. Il corpo venne sepolto nel Cimitero dei Batignolles, a Parigi.